# PCD Europe Tour
Pussycat Dolls European Tour este primul turneu al grupului muzical Pussycat Dolls. Acesta constă în douăzeci și două de concerte susținute în Europa, pe durata 12 noiembrie 2006 - 6 februarie 2007. În unele spectacole susținute în Regatul Unit, interpreta Rihanna a cântat în deschidere.

## Lista cântecelor
1. „Buttons”
2. „Beep”
3. „I Don't Need a Man”
4. „Fever”
5. „Feelin' Good”
6. „Stickwitu”
7. „How Many Times, How Many Lies”
8. „Tainted Love”
9. „Hot Stuff (I Want You Back)”
10. „Bite The Dust”
11. „Show Me What You Got” pauză de dans)
12. „Wait a Minute”
13. „Sway”
14. „Whole Lotta Love”
15. „Don't Cha”

## Datele turneului
| Dată               | Oraș       | Țară            | Locație                                   |
| ------------------ | ---------- | --------------- | ----------------------------------------- |
| Prima parte        |            |                 |                                           |
| 12 noiembrie, 2006 | München    | Germania        | Zenith                                    |
| 13 noiembrie, 2006 | Frankfurt  | Germania        | Jahrhunderthalle                          |
| 14 noiembrie, 2006 | Paris      | Franța          | Zenith DE Paris                           |
| 16 noiembrie, 2006 | Zürich     | Elveția         | Hallenstadion                             |
| 17 noiembrie, 2006 | Istanbul   | Turcia          | Dunya Ticaret Merkerzi CNR                |
| 18 noiembrie, 2006 | Böblingen  | Germania        | Sporthalle                                |
| 19 noiembrie, 2006 | Köln       | Germania        | Palladium                                 |
| 24 noiembrie, 2006 | Dublin     | Irlanda         | Point Theatre                             |
| 26 noiembrie, 2006 | Glasgow    | Scoția          | Scottish Exhibition and Conference Centre |
| 28 noiembrie, 2006 | Manchester | Anglia          | Manchester Evening News Arena             |
| 29 noiembrie, 2006 | Bruxelles  | Belgia          | Forest National                           |
| 30 noiembrie, 2006 | Birmingham | Anglia          | National Exhibition Centre                |
| 1 decembrie, 2006  | Londra     | Anglia          | Wembley Arena                             |
| 2 decembrie, 2006  | Ischgl     | Austria         | Ischgl                                    |
| Partea a II-a      |            |                 |                                           |
| 27 ianuarie, 2007  | Cardiff    | Țara Galilor    | Cardiff International Arena               |
| 28 ianuarie, 2007  | Londra     | Anglia          | Wembley Arena                             |
| 29 ianuarie, 2007  | Nottingham | Anglia          | National Ice Centre                       |
| 31 ianuarie, 2007  | Belfast    | Irlanda de Nord | Odyssey Arena                             |
| 2 februarie, 2007  | Dublin     | Irlanda         | Point Theatre                             |
| 4 februarie, 2007  | Manchester | Anglia          | Manchester Evening News Arena             |
| 5 februarie, 2007  | Sheffield  | Anglia          | Hallam FM Arena                           |
| 6 februarie, 2007  | Newcastle  | Anglia          | Metro Radio Arena                         |